# Fronte d'onda

I fronti d'onda di un'onda circolare

Data un'onda che si propaga nello spazio, si definisce fronte d'onda l'insieme dei punti che oscillano concordemente, in modo tale che la fase {\displaystyle \varphi } dell'onda passante per quei punti sia la medesima e sono definiti, per questo motivo, "piani di eguale fase". Questo significa ad esempio che una sorgente di onde sferiche produrrà fronti d'onda sferici (il fronte d'onda corrisponde alla superficie sferica, in questo caso); analogamente, una sorgente di onde piane avrà piani come fronti d'onda. 
Non bisogna confondere i fronti con i "piani di eguale ampiezza", cioè il luogo dei punti in cui il vettore spostamento dell'onda assume lo stesso valore, perché in generale questi due piani non coincidono. Si parla rispettivamente di onda omogenea e disomogenea per riferirsi a perturbazioni in cui i suddetti piani, rispettivamente, coincidono o non coincidono.

## Esempi
Si consideri l'onda generata da una pietrina gettata nell'acqua: essa è un'onda circolare che si propaga lungo un piano (orizzontale), generata da una sorgente puntiforme di onde circolari. Per semplicità si prende quest'onda in modo che non sia dispersiva. La sua equazione è:
{\displaystyle y(\varrho ,t)=A\sin {\left(\alpha \varrho -\omega t-\varphi \right)}+h}
Dove con {\displaystyle y(\varrho ,t)} si intende l'altezza dell'acqua a causa dell'onda, con {\displaystyle \varrho } la distanza dalla sorgente, {\displaystyle t} il tempo trascorso dal momento in cui è stata generata l'onda, con {\displaystyle A} l'ampiezza dell'onda (detta anche elongazione), con {\displaystyle \omega } la pulsazione, con {\displaystyle \alpha } il numero d'onda moltiplicato per {\displaystyle 2\pi } e con {\displaystyle \varphi } una costante di fase, mentre {\displaystyle h} è solamente l'altezza dell'acqua calma.
Da questa equazione si nota chiaramente che alla distanza tra le due è {\displaystyle \varrho _{i}} fissata, e ad un certo istante {\displaystyle t_{i}}, tutti i punti dell'onda circolare formano una circonferenza, i cui punti hanno tutti la stessa fase:φφ
{\displaystyle y(\varrho _{i},t_{i})=A\sin {\left(\alpha \varrho _{i}-\omega t_{i}-\varphi \right)}+h=y_{i}}
Inoltre, poiché l'altezza dipende solamente dalla distanza e dal tempo, una volta fissate queste ultime, l'altezza è costante.
Se si prendesse in considerazione una distanza precisa e quindi una circonferenza, si vedrebbe un susseguirsi nel tempo di fronti d'onda concentrici massimi e minimi che attraversano la circonferenza (se la sorgente produce più di un'onda).
Analogamente, è possibile invece pensare di fermare la propagazione dell'onda (o delle onde) in un dato istante: in tal modo, allontanandosi e avvicinandosi dalla sorgente, si noterebbe che i vari fronti d'onda sono circolari.